# 5 Rue Christine
5 Rue Christine (of 5RC) is een onafhankelijk platenlabel uit Olympia, Washington en in 1997 ontstaan als een bijproduct van het label Kill Rock Stars. In het begin gaf het label enkel indie rock uit, later werd het een vooraanstaand label voor experimentele rock (of avant rock).